# Nhạc sống

Nghệ sĩ Jimi Mbaye người Sénégal đang biểu diễn trực tiếp

Nhạc sống (tiếng Anh: gig) là một từ lóng để chỉ việc biểu diễn âm nhạc trực tiếp. Ban đầu, từ tiếng Anh của "nhạc sống" (gig) là do các nghệ sĩ nhạc jazz tạo ra vào thập niên 1920, vốn là viết tắt của cụm từ tiếng Anh "engagement", nghĩa hiện tại là bất cứ khía cạnh nào của nghề biểu diễn ví dụ như trợ lý biểu diễn và phục vụ trình diễn âm nhạc. Theo nghĩa rộng hơn, thuật ngữ "gigging" trong tiếng Anh tức là có công việc được trả lương, được thuê làm.